# Friedrich Schmid (Astronom)
Johann Friedrich Schmid-Bösch (* 5. Oktober 1870 in Oberhelfenschwil; † 1. Dezember 1962 ebenda) war ein Schweizer Landwirt, Astronom und Kantonsrat. In Anerkennung seiner Arbeiten um die Erforschung des Zodiakallichts wurde ihm 1917 von der ETH Zürich die Würde eines Dr. h.c. der Naturwissenschaften zugesprochen.

## Veröffentlichungen
- 1903, Das Zodiakallicht. Ein Versuch zur Lösung der Zodiakallichtfrage. Raschers Erben, Zürich.
- 1908, Das Zodiakallicht. Ein Versuch zur Lösung der Zodiakallichtfrage. Beiträge zur Geophysik. Verlag Wilhelm Engelmann, Leipzig.
- 1911, Neue Beobachtungen über das Zodiakallicht. Beiträge zur Geophysik. Ver¬ lag Wilhelm Engelmann, Leipzig.
- 1912, Das Zodiakallicht im Monat April. Astronomische Nachrichten. Berlin. Das Zodiakallicht. Astronomische Korrespondenz. Hamburg. Das Spektrum des Zodiakallichts. Sirius. Verlag Heinrich Meyer, Leipzig.
- 1913, Das Zodiakallicht im Monat April. Sirius. Verlag Heinrich Meyer, Leipzig.
- 1914, Das Zodiakallicht. Schweizerische Landesausstellung, Bern.
- 1915, Nouvelles observations sur la nature de la lumière zodiacale. Archives des sciences physiques et naturelles, Genève. Verlag Heinrich Meyer, Leipzig.
- 1916, Zodiakallicht und Dämmerungsschein. Meteorologische Zeitschrift. Verlag Friedr. Vieweg & Sohn, Braunschweig. Zodiakallicht und Dämmerungsschein. Astronomische Zeitschrift, Hamburg. 4 Folgen.
- 1917, Das Zodiakallicht, ein Glied der meteorologischen Optik. Verhandlungen der Schweizerischen Naturforschenden Gesellschaft.
- 1919, Das Zodiakallicht, ein Glied der meteorologischen Optik. Astronomische Zeitschrift, Hamburg.
- 1921, Das Mondzodiakallicht, eine Variation des Gegenscheins. Die Himmelswelt. Verlag Ferdinand Dümmler, Berlin.
- 1922, Die Beziehungen der Abend- und Morgendämmerung zum Zodiakallicht. Sirius. Verlag Heinrich Meyer, Leipzig. Die Nachtdämmerung. Sirius. Verlag Heinrich Meyer, Leipzig. Gegenschein und Lichtbrücke. Sirius. Verlag Heinrich Meyer, Leipzig. Das März-Zodiakallicht. Die Sterne. Mitteilungsblatt des Bundes der Sternfreunde, Potsdam.
- 1928, Das Zodiakallicht. Sein Wesen, seine kosmische oder tellurische Stellung. Probleme der kosmischen Physik. Bd. 11. Hamburg.
- 1930, Die Nachtdämmerung. Jahrbuch der Sanktgallischen Naturwissenschaftlichen Gesellschaft. Zum heutigen Stand der Zodiakallichtfrage. Verhandlungen der Schweizerischen Naturforschenden Gesellschaft. Sonnenfleckenbeobachtungen. Die Himmelsweit. Verlag Ferdinand Dümmler, Berlin und Bonn. 253
- 1933, Résultats préliminaires de mes recherches sur la lumière zodiacale en Afrique. Archives des sciences physiques et naturelles, Genève.
- 1935, Das Zodiakallicht vom 47. Breitengrad Nord bis 39. Breitengrad Süd. Gerlands Beiträge zur Geophysik. Akademische Verlagsgesellschaft, Leipzig. La lumière zodiacale du 47° latitude Nord au 39° latitude Sud. Extrait du compte rendu des séances de la Société suisse de géophysique, météorologie et astronomie.
- 1936, Symmetrien und Asymmetrien des Purpurlichtes. Verhandlungen der Schweizerischen Naturforschenden Gesellschaft.
- 1937, Symmetrien und Asymmetrien des Purpurlichtes. Meteorologische Zeitschrift. Verlag Friedr. Vieweg & Sohn, Braunschweig. Symétries et Asymétries de la lumière pourprée. Annales Guebhard-Séverine, Neuchâtel.
- 1938, Eine grossartige Fata morgana auf dem Suezkanal. Helvetica Physica Acta. Verlag Birkhäuser & Cie., Basel.
- 1940, Neue Beiträge zum Zodiakallichtproblem. Astronomische Nachrichten, Berlin.
- 1945, Die Zodiakallichtmaterie. Orion. Mitteilungen der Schweizerischen Astronomischen Gesellschaft.
- 1946, Neue Beiträge zur Gegenscheinfrage. Verhandlungen der Schweizerischen Naturforschenden Gesellschaft.
- 1947, Das Erdlicht und seine Beziehungen zum Zodiakallicht, zum Gegenschein und zur Lichtbrücke. Orion. Mitteilungen der Schweizerischen Astronomischen Gesellschaft.
- 1948, Ein Beitrag zur Sonnenbeobachtung. Orion. Mitteilungen der Schweizerischen Astronomischen Gesellschaft. Eine Dämmerungsstudie. Corona Amicorum zum 80. Geburtstag von Emil Bächler. Tschudy-Verlag, St. Gallen. Eine interessante Eigenart der grossen nordlichterregenden Sonnenfleckengruppe vom Januar 1938. Verhandlungen der Schweizerischen Naturforschenden Gesellschaft.
- 1949, Das helle Polarlicht vom 25./26. Januar 1949 und die Nordlichterscheinungen vom 27. November 1948 bis 24. Februar 1949. Orion. Mitteilungen der Schweizerischen Astronomischen Gesellschaft.
- 1950, Die Toggenburger Privat-Sternwarte. Die Sternenwelt, München. Zum heutigen Stand der Zodiakallichtfrage. Das Wetter, Zeitschrift für angewandte Meteorologie. Akademische Verlagsgesellschaft, Leipzig.
- 1951, Die atmosphärische Korona und ihre Beziehung zur Sonnentätigkeit. Orion. Mitteilungen der Schweizerischen Astronomischen Gesellschaft. Das falsche Zodiakallicht. Die Sternenweit, München.
- 1952, 60 Jahre Zodiakallichtforschung. Vortrag. Schweizerische Naturforschende Gesellschaft in Luzern und Naturwissenschaftliche Gesellschaft St. Gallen. Verlag Zolliker & Cie. AG, St. Gallen. Das Zodiakallicht. Eine geheimnisvolle Lichterscheinung. Bodensee-Zeitschrift. Bodensee-Verlag, Amriswil.
- 1953, Atmosphärisch-optische Zusammenhänge mit dem Perseidenstrom. Orion. Mitteilungen der Schweizerischen Astronomischen Gesellschaft. Heinrich Meyer, 1873–1953. Nekrolog. Verhandlungen der Schweizerischen Naturforschenden Gesellschaft.
- 1954, Das falsche Zodiakallicht. Orion. Mitteilungen der Schweizerischen Astrono mischen Gesellschaft.
- 1957, Die Nordlichtnacht vom 21. Januar 1957. Orion. Mitteilungen der Schweizerischen Astronomischen Gesellschaft.
- 1959, Das Nordlicht- und Kometenjahr 1957. Toggenburger Heimatjahrbuch. Thur-Verlag E. Kalberer AG, Bazenheid.
- 1960, Das Zodiakallicht. Die Tat. Beilage Forschung und Fortschritt. Die nächtliche und jährliche Eigenbewegung des Zodiakallichtes. Orion. Mitteilungen der Schweizerischen Astronomischen Gesellschaft. Juli—September I.Teil, Oktober-Dezember II.Teil.
- 1961, Beiträge zur Untersuchung des atmosphärischen Höhenstaubes und seine Beziehung zum Zodiakallicht. Orion. Mitteilungen der Schweizerischen Astronomischen Gesellschaft.

## Verweise
- Der Bauer-Astronom (0439-2), 30. Juni 1950, Dokumentarfilm auf Memobase, Dauer 00:01:43
- 61 Objekte aus dem Nachlass Johann Friedrich Schmid-Bösch in der Sammlung wissenschaftlicher Instrumente und Lehrmittel der ETH Zürich